# 鄭淮 (嘉靖進士)
鄭淮（1495年—？年），字惟東，應天府上元县民籍，福建懷安縣人。明朝政治人物。

## 生平
治《書經》，行四，由府學生中式壬午科（1522年）應天府鄉試第七十二名舉人，年二十九歲中式嘉靖二年（1523年）癸未科會試第二百六名，第二甲第九十五名進士。

## 家族
曾祖鄭珙。祖父鄭思仁。父鄭銘。前母顾氏；母俞氏。慈侍下。兄溥、洪、浩、弟淳、涟、濬、潮。